# La Duchesse de Langeais (film, 1922)
Pour les articles homonymes, voir La Duchesse de Langeais (homonymie).
Pour plus de détails, voir Fiche technique et Distribution.
La Duchesse de Langeais (The Eternal Flame) est un film muet américain réalisé par Frank Lloyd, sorti en 1922, adapté du roman La Duchesse de Langeais d'Honoré de Balzac.

## Synopsis
Paris à l'époque napoléonienne. La grande coquette Antoinette de Langeais joue avec le feu en provoquant le général-marquis de Montriveau, fou amoureux d'elle, mais qui finit par l'humilier devant tout Paris en la repoussant. Montriveau, sur les traces d'Antoinette depuis longtemps, la rejoint trop tard.

## Fiche technique
- Titre : La Duchesse de Langeais
- Titre original : The Eternal Flame
- Réalisation : Frank Lloyd
- Adaptation : Frances Marion d'après La Duchesse de Langeais d'Honoré de Balzac
- Photographie : Tony Gaudio
- Costumes : Walter J. Israel
- Direction artistique :  Stephen Goosson
- Compagnie de production : Norma Talmadge Film Company
- Producteur : Joseph M. Schenck
- Distribution : First National
- Pays de production :   États-Unis
- Date de sortie : 17 septembre 1922
- Genre : drame
- Format : noir et blanc – 35 mm – 1,37:1 – film muet
- Durée : 96 minutes
- Première projection : New York Strand
- Date de sortie : 
  - États-Unis : 17 septembre 1922

## Distribution
- Norma Talmadge : Antoinette de Langeais
- Adolphe Menjou : le duc de Langeais
- Wedgewood Nowell : le marquis de Ronquerolles
- Conway Tearle : le général de Montriveau
- Rosemary Theby : madame de Sérisy
- Kate Lester : la princesse de Blamont-Chauvry
- Irving Cummings : Henri de Marsay
- Tom Ricketts : le vidame de Pamiers
- Juanita Hansen

## Commentaires
Rien n'a été négligé pour la richesse des décors et les costumes de ce film muet qui multiplie les gros plans sur mademoiselle Talmadge et Conway Tearle pour provoquer les émotions. La légèreté des scènes parisiennes contraste avec l'austérité du couvent où l'on retrouve Antoinette.